# Nuova Genesi
Nuova Genesi è un pianeta immaginario dell'universo fumettistico DC, creato da Jack Kirby nel febbraio 1971 su The New Gods 1 e facente parte del cosiddetto Quarto Mondo.
È un grande pianeta popolato da gente buona in eterna lotta contro Apokolips; da esso vengono i Nuovi Dei Orion, Big Barda, Mister Miracle, Raggio di Luce e Altopadre.
La lotta fra Apokolips e Nuova Genesi rappresenta la lotta fra bene e male.
Nuova Genesi viene concepita come la nemesi di Apokolips: differentemente dal pianeta avversario è coperto di lussureggianti foreste e vegetazione.
È governata dall'Altopadre, che fa da guida spirituale.
Su Nuova genesi esistono due "specie": i "Nuovi Dei", una casta formata da individui potenti e immortali e "Gli insetti", forme di vita che i Nuovi Dei spesso considerano inferiori.